# Les Écoles nationales du Québec
 (octobre 2022).
Si vous disposez d'ouvrages ou d'articles de référence ou si vous connaissez des sites web de qualité traitant du thème abordé ici, merci de compléter l'article en donnant les références utiles à sa vérifiabilité et en les liant à la section « Notes et références ».

Logo

Les Écoles nationales du Québec sont un regroupement de cinq écoles spécialisées du Québec. Ces établissements d'enseignement sont tous rattachés à un autre établissement d'enseignement de l'ordre d'enseignement collégial. Malgré ce rattachement, certaines des écoles de ce regroupement offrent des formations qui appartiennent à un autre ordre d'enseignement, comme des programmes de formation professionnelle, dans le cas de l'École des pêches et de l'aquaculture du Québec.

## Les écoles
Les écoles qui sont membres du Regroupement des écoles nationales sont les suivantes :  
- Le Centre québécois de formation aéronautique, rattaché au Cégep de Chicoutimi, enseigne le pilotage d'aéronefs.
- L'École des pêches et de l'aquaculture du Québec, rattachée au Cégep de la Gaspésie et des Îles axe sa spécialisation sur l'aquaculture, la pêche professionnelle et la transformation des produits de la pêche.
- L'École nationale d'aérotechnique, rattachée au Collège Édouard-Montpetit possède trois programmes techniques en construction aéronautique, en entretien d'aéronefs et en avionique.
- L'École nationale du meuble et de l'ébénisterie, rattaché au Cégep de Victoriaville, se spécialise en Techniques du meuble, fabrication, menuiserie architecturale, rembourrage et en ébénisterie. En février 2024, il est annoncé que l’école de Montréal fermera ses portes en 2027[1].
- L'Institut maritime du Québec, rattaché au Cégep de Rimouski a cinq champs de spécialisation : l'architecture navale, la navigation, le génie mécanique de marine, la plongée professionnelle et la logistique du transport.

## L'adjectif «national»
L'adjectif «national» se retrouve dans le nom de plus d'un établissement d'enseignement au Québec. On le retrouve dans le nom de plus d'un établissement d'enseignement du réseau public (l'École nationale d'administration publique, l'Institut national de recherche scientifique et le Centre national de conduite d'engins de chantier), mais aussi dans le nom d'établissements de perfectionnement qui relèvent du gouvernement (l'École nationale des pompiers du Québec et l'École nationale de police du Québec). De plus, l'adjectif «national» se trouve dans le nom de plus d'un établissement d'enseignement privé, dont l'École nationale de camionnage et équipement lourd, l'École nationale de théâtre du Canada et l'École nationale de cirque. Ces différents établissements ne sont pas membre du Regroupement des écoles nationales du Québec.